# Bradybaenus periphanus
Bradybaenus periphanus is een keversoort uit de familie van de loopkevers (Carabidae). De wetenschappelijke naam van de soort werd voor het eerst geldig gepubliceerd in 1951 door Pierre Basilewsky.